# Yumiko Tsuzuki
Yumiko Tsuzuki (Okazaki, 11 maggio 1983) è un'ex pallavolista giapponese.
Giocava nel ruolo di schiacciatrice.

## Carriera
La carriera di Yumiko Tsuzuki inizia a livello scolastico, nella formazione del Liceo Okazaki Gakuen. In seguito gioca anche a livello universitario, vestendo la maglia della Chukyo University. Fa il suo debutto nella pallavolo professionistica nella stagione 2006-07, esordendo in V.Premier League con le Toyota Queenseis: resta nel club per sei stagioni, vincendo la Coppa dell'Imperatrice 2008.
Dopo un'annata nella quale gioca a livello dilettantistico col Club Ehime, ritorna in V.Premier League, ingaggiata dalle NEC Red Rockets per la stagione 2013-14, dopo la quale si ritira dall'attività agonistica.

## Palmarès

### Club
- Coppa dell'Imperatrice: 1

2008